# Fomes
Fomes è un genere di funghi basidiomiceti.

## Specie
Index Fungorum accetta 59 specie di Fomes:
- Fomes abramsianus (Murrill) Murrill (1915)
- Fomes ajazii S.M.Hussain (1952)
- Fomes albescens (Lázaro Ibiza) Sacc. & Trotter (1925)
- Fomes albogriseus Peck (1903)
- Fomes albotextus Lloyd (1924) – Sumatra
- Fomes angulus Lloyd (1913)
- Fomes aratus Sacc. & D.Sacc. (1905)
- Fomes arctostaphyli Long (1917)
- Fomes auriscalpioides Henn. (1904)
- Fomes bomfimensis Henn. (1904)
- Fomes borealis Lloyd (1915)
- Fomes borneoensis (Lloyd) S.Ahmad (1956)
- Fomes bossardii Lucien (1923)
- Fomes chaquensis Iaconis & J.E.Wright (1953)
- Fomes clelandii Lloyd (1915)
- Fomes congoanus Bres. (1913)
- Fomes crispus Lázaro Ibiza (1917)
- Fomes extensus (Lév.) Cooke (1885 – Uganda)
- Fomes fasciatus (Sw.) Cooke (1885)
- Fomes ferrugineobrunneus Cout. (1925)
- Fomes fomentarius (L.) Fr. (1849)
- Fomes fulvellus (Bres.) Sacc. (1891)
- Fomes fulvus (Scop.) Gillet (1878)
- Fomes goethartii Bres. (1910)
- Fomes griseus Lázaro Ibiza (1916)
- Fomes haeuslerianus Henn. (1896)
- Fomes halconensis Bres. (1912)
- Fomes hemitephrus (Berk.) Cooke (1885) – Australia

- Fomes idahoensis R.W.Br. (1940)
- Fomes imitator Petch (1922)
- Fomes javanicus Bres. (1912)

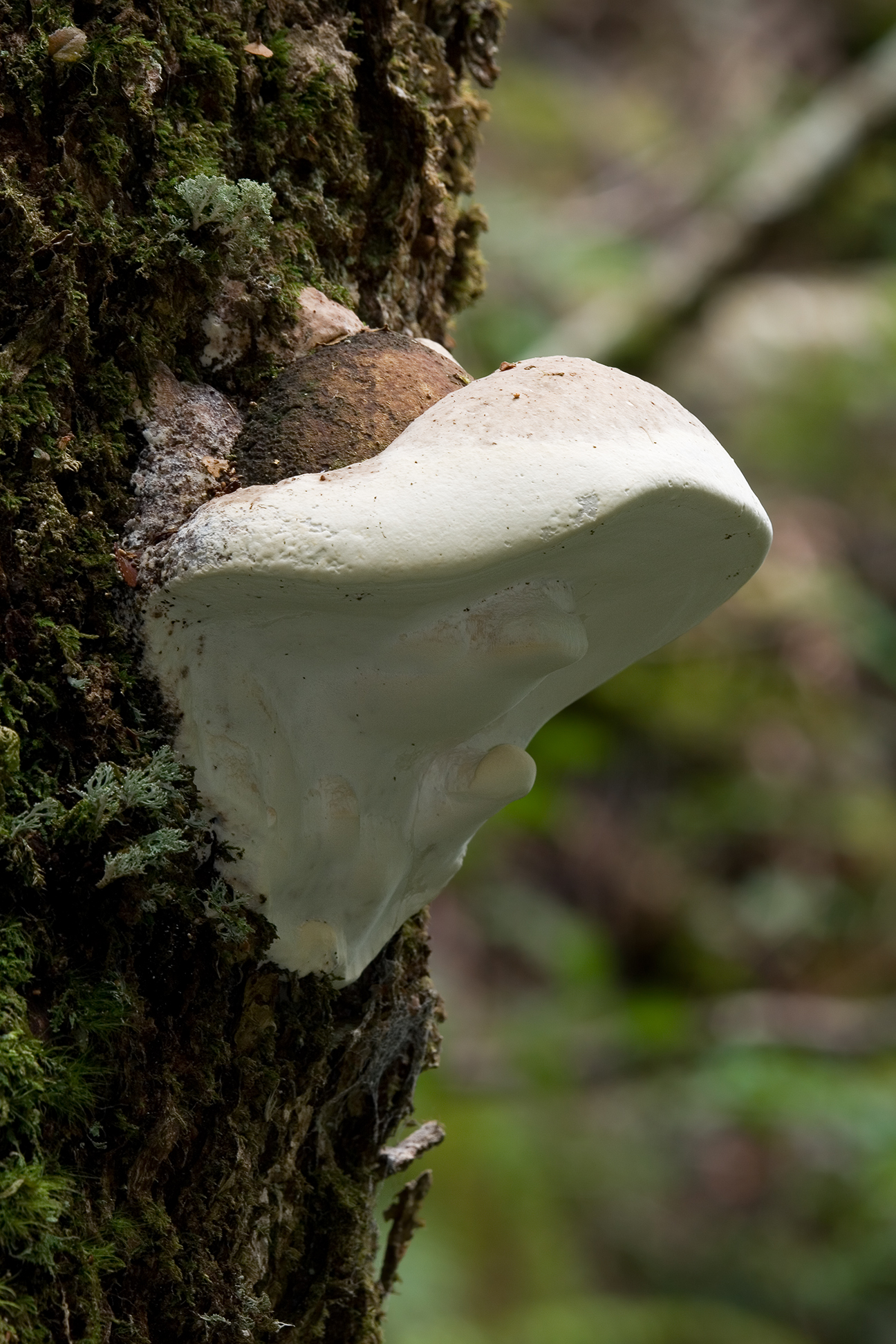
Fomes hemitephrus photographed in Tasmania

- Fomes langloisii (Murrill) Sacc. & D.Sacc. (1905)
- Fomes lazaroi Sacc. & Trotter (1925)
- Fomes longinquus Lloyd (1925)
- Fomes lukinsii N.Walters (1962)
- Fomes meliae (Underw.) Murrill (1903) – British Virgin Islands
- Fomes minimus N.Walters (1962) –
- Fomes mirabilis C.B.Ussher (1911)
- Fomes nigrescens Lloyd (1915)
- Fomes nigriporus Lázaro Ibiza (1916)
- Fomes nigrolaccatus (Cooke) Sacc. (1888)
- Fomes niveus (Lázaro Ibiza) Sacc. & Trotter (1925)
- Fomes noscius Corner (1932)
- Fomes obesus (Pat.) Sacc. & Trotter (1912)
- Fomes ostricolor Lloyd (1915)
- Fomes pachyderma Bres. (1912)
- Fomes perelegans Rick (1960)
- Fomes pini-canadensis (Schwein.) Cooke (1885)
- Fomes praerimosus (Murrill) Sacc. & D.Sacc. (1905)
- Fomes pseudoconchatus Henn. (1908)
- Fomes pseudosenex (Murrill) Sacc. & Trotter (1912) –
- Fomes pusilla Lloyd (1915)
- Fomes rechingeri Bres. (1910)
- Fomes silveirae Torrend (1909)
- Fomes subamboinensis Henn. (1904)
- Fomes subendothejus Bres. (1910)
- Fomes subzonatus (Lázaro Ibiza) Sacc. & Trotter (1925)
- Fomes unciatus Bres. (1922)
- Fomes uncinatus Bres. (1922)